# Brigade indépendante Alsace-Lorraine
La Brigade indépendante Alsace-Lorraine est une unité de 1500 volontaires majoritairement Alsaciens et Mosellans, rassemblés sous le double commandement d'André Malraux et de Pierre-Elie Jacquot pour participer aux combats de la libération de l'Alsace. Créée le 16 septembre 1944 dans le cadre de la 1ère Armée Française commandée par le Général de Lattre de Tassigny et dissoute le 15 mars 1945, elle est issue de maquis très divers (AS, ORA, FTP) de Dordogne, du Lot, du Gers, et de Savoie et de Haute-Savoie. Elle s'illustre dans les Batailles des Vosges et d'Alsace.

## Les origines: la résistance, les maquis
En Dordogne et dans le Sud-Ouest ces maquis se sont constitués à partir des « centuries » du Groupe Mobile d'Alsace Sud (GMA-Sud), recrutées par les cadres du réseau alsacien de résistance « Septième colonne d'Alsace » ; référencé par Londres en tant que réseau « Martial », il est fondé dès juillet 1940 par Paul Dungler « Cdt Martial », Jean Eschbach « Cne Rivière » et Marcel Kibler « Cdt Marceau ».
Dans le Midi pyrénéen et en Dordogne, refuges des institutions alsaciennes repliées, les Alsaciens et les Mosellans réfugiés sont nombreux à la suite de l'annexion de fait de l'Alsace et de la Moselle au troisième Reich le 27 novembre 1940. Les responsables du réseau Martial, Bernard Metz « Bertrand » et ses adjoints, y organisent dès 1943 le recrutement de volontaires en vue de combattre avec les Alliés, l'heure venue, pour la libération des trois départements annexés d'Alsace et Moselle : l'idée centrale – l'obsession – est de revenir au pays les armes à la main, de participer à sa libération. Ils développent des activités de résistance tout en poursuivant leur vie familiale et professionnelle jusqu'au moment de prendre les armes, ou créent des maquis selon les circonstances. Ils constitueront en septembre 1944 le noyau de la Brigade Alsace-Lorraine (BAL) ; à noter que l'appartenance au GMA-Sud, secrète pour des raisons de sécurité, demeure inconnue de la plupart des combattants.
Les origines politiques de l'encadrement sont des plus diverses, voire tout à fait opposées : alors que le réseau Martial a ses racines politiques à l'extrême droite, dans les convictions Action Française et royalistes de ses fondateurs, cet ancrage politique ne s'impose aucunement lors des recrutements - il demeure même largement ignoré -, et c'est la volonté de ne pas rester passifs qui l'emporte largement sur toute considération politique parmi la majorité des volontaires. Une partie active de l'encadrement de la Brigade Alsace-Lorraine se situe même plutôt à l'opposé, du côté de la démocratie chrétienne : c'est le cas pour Bernard Metz, par tradition familiale, pour les instituteurs mosellans qui ont participé aux "Carrefours des tilleuls" organisés par Emile Baas, et pour Pierre Bockel, cheville ouvrière du numéro spécial des Cahiers clandestins du Témoignage Chrétien "Alsace, Moselle, terres françaises".
Dans le Sud-Ouest l’encadrement de la future unité militaire est majoritairement composé d’officiers d’active démobilisés de l’armée d’armistice, liés à l'ORA (Organisation de résistance de l'Armée) ; en Dordogne ce sont des officiers de réserve qui ont combattu en 1939-40, dont une douzaine d'instituteurs sortis de l'Ecole Normale d'Instituteurs de Montigny-lès-Metz, et de jeunes cadres issus du scoutisme. Ils auront à former et à commander des jeunes gens sans expérience militaire, pour moitié issus des maquis.
Deux autres Groupes Mobiles d'Alsace sont créés par le réseau Martial à l'été 1944 : le GMA Vosges, constitué à l'initiative de Marcel Kibler dans les Vosges, à l'ouest du Donon (Raon l'Etape, Moussey, Baccarat), à l'arrière des lignes allemandes, attaqué par des forces écrasantes, subira de lourdes pertes ; à la même période le GMA Suisse,, mené par le Cdt Georges, composé d'Alsaciens et de Mosellans évadés en Suisse pour fuir l'incorporation de force sous l'uniforme ennemi, rejoint directement la 1re Armée française en décembre 1944.

## La création de la Brigade Alsace-Lorraine
Au moment du débarquement, le 6 juin 1944, le GMA Sud a mis en place de nombreux volontaires en Dordogne autour de Périgueux, et dans le sud-ouest, à Toulouse, dans le Gers, à Agen et à Pau. En juin et août 1944 ces volontaires sont tous engagés dans une dizaine de maquis des organisations existantes : AS (Armée Secrète), ORA (Organisation de résistance de l'Armée) ou FTP (Francs-tireurs et Partisans), qui ont accès aux armes et à l'appui des alliés. Ces maquis prennent leur part des combats de la libération de leurs départements, et auront une trentaine de morts.
Mais le recrutement du GMA-Sud n'a pas connu que des succès : à Clermont-Ferrand la centurie en cours de formation au sein de l'Université de Strasbourg repliée (une cinquantaine d'étudiants) est anéantie par les rafles nazies du 25 juin 1943 (Foyer d'étudiants Gallia) et celle de l'Université le 25 novembre 1943 ; et en Limousin, l'arrestation des quatre cadres départementaux du GMA-Sud le 6 avril 1944 entraîne la dispersion des volontaires qui avaient été contactés par Ernest Huber et Charles Dillenseger, seuls quelques rescapés parvenant à rejoindre les maquis AS de Corrèze.
Les départements du sud-ouest une fois libérés au cours du mois d'août 1944, alors que la plupart des maquis de la région vont participer au maintien de l’ordre ou être intégrés aux forces qui combattent pour réduire la poche de Royan, les maquis d’Alsaciens et de Mosellans recrutés dans le cadre du GMA Sud vont parvenir – non sans mal -  à se regrouper en une unité militaire pour remonter vers l’Alsace pour participer aux combats de sa libération.
Après quinze jours d’intenses négociations (et de rebondissements parfois rocambolesques) entre le 25 aoüt et le 9 septembre 1944, la Brigade Alsace-Lorraine prend forme, se trouve ses chefs, et entreprend sa remontée vers la Haute-Saône pour rejoindre la 1ère Armée du Général de Lattre. C’est le Cdt A. Chamson, ayant connu de Lattre en 1939, qui a négocié avec lui cette intégration.
La Brigade indépendante Alsace-Lorraine est officiellement fondée à Dijon le 16 septembre 1944, en tant qu’unité d'infanterie non endivisionnée, relevant directement de l'autorité du Général de Lattre qui en dispose selon les nécessités.

## La «Brigade très chrétienne du colonel Berger»

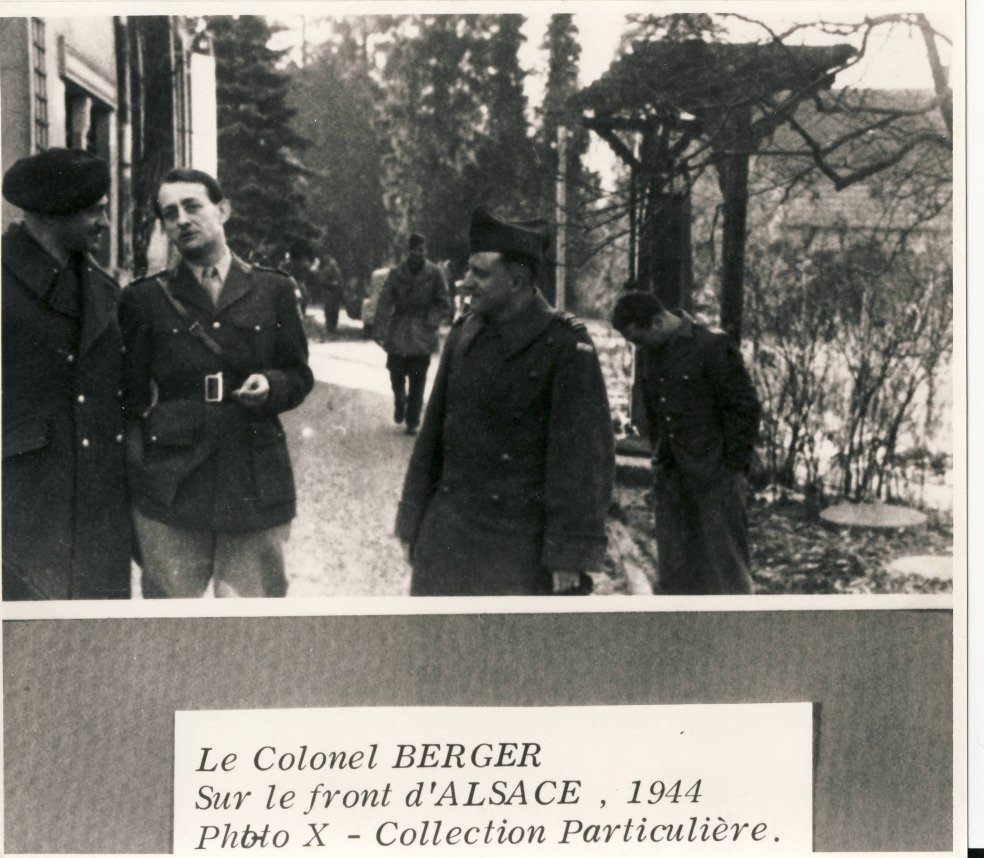
André Malraux "Colonel Berger" (de face), à droite Lt. Colonel Jacquot (avec le calot), à gauche Lt-Colonel Brandstetter (?) - PC de la BAL,à Illkirch, Villa Baumann, février ou mars 1945.

Dans un premier temps la Brigade Alsace-Lorraine est composée des deux seuls bataillons venus du Sud-Ouest (Strasbourg et Metz), qui sont rejoints en octobre 1944 par le Bataillon Mulhouse, issu de Haute-Savoie et Savoie. Placée sous le double commandement du Colonel André Malraux «Berger» et du Lieutenant-Colonel Pierre Elie Jacquot «Edouard», le Commandant Brandstetter «Schatzy» étant le chef d’État-Major, la nouvelle unité regroupe trois bataillons dont les noms, hautement symboliques sont ceux des grandes villes des départements annexés.
Le bataillon Strasbourg, commandé par le commandant Antoine Diener « Ancel», est formé de trois compagnies, Valmy, Verdun, Bark, issues des maquis de Dordogne, Corrèze, Lot. L'effectif est de 750 hommes environ (octobre 1944) issus pour moitié du maquis AS (Armée Secrète) constitué au sud de Périgueux dès février 1944. C’est dans ce maquis, à Durestal, que les premiers contacts ont été établis avec A. Malraux (Cel Berger) ; il incorpore à partir de juin 1944 plusieurs petits maquis du département (Valmy au nord, région de Brantôme ; Bir-Hackeim dans la région de Bergerac, noyau de la Cie Bark) Le bataillon est composé de 80 % de réfugiés alsaciens-lorrains, accompagnés de camarades de Dordogne.
Le bataillon Metz, commandé par le commandant  Charles Pleis « Marchand », est formé des quatre compagnies Iena, Kleber, Ney, Rapp issues des maquis du Gers, de Haute-Garonne, du Lot-et-Garonne, des Pyrénnées-Atlantique et du Tarn-et-Garonne. L'effectif  est de 320 hommes environ (octobre 1944), en majorité issus d’éléments de l’ORA (Organisation de Résistance de l’Armée) de Toulouse, du Gers (Auch), d’Agen et de Pau, regroupés après le 6 juin 1944 en maquis dépendants du Corps Franc Pyrénéen de l'ORA (CFP dit "Corps Franc Pommiès"). Le noyau du futur Bataillon Metz assure d'abord pour un temps la garde de la frontière pyrénéenne, avant que le Cdt Pleis parvienne à le faire affecter à la BAL en cours de constitution. S’y rallient une cinquantaine d’Alsaciens-Lorrains issus d'un maquis FTP du Lot qui forment la Cie Rapp.
Le bataillon Mulhouse, commandé par le commandant René Dopff «Delcroix» est composé de trois compagnies Vieil Armand Donon, Belfort, issues des maquis de Haute Savoie, Savoie, Belfort pour un effectif est 300 hommes environ. En Haute-Savoie et Savoie, ignorants du Réseau Martial, des réfugiés alsaciens-lorrains sont maquisards (AS ou FTP) et combattent pour les libérations de Chambéry, Annecy, Albertville. Regroupés par René Dopff Delcroix et Octave Landwerlin, ils rejoignent la BAL début octobre. Le maquis de Belfort commandé par l'abbé Dufay la rejoint mi-novembre 1944.
La nouvelle unité militaire est plutôt atypique : mal équipée avec des véhicules hétéroclites, un armement faible et non moins hétéroclite, des hommes en tenues disparates d'été, voire en shorts, et qui n'ont pas trop la discipline militaire, elle étonne dans les rangs de la Première Armée. Aussi raconte-t-on qu'elle aurait hérité du surnom de « Brigade des trois cents pouilleux », ou de « la Brigade très chrétienne du Colonel Berger ».

## Les combats
L’État-Major général et ceux des trois bataillons installent le premier poste de commandement (PC) à Froideconche (Haute-Saône, près de Luxeuil) le 22 septembre 1944 ; les compagnies cantonnent aux alentours, chaleureusement accueillies par les habitants. La Brigade va affronter trois grandes phases de combat : 1) le baptême du feu sur les hauteurs vosgiennes lors de la Bataille des Vosges ; 2) la libération de la Haute-Alsace lors de la Bataille d'Alsace ; 3) la garde sur le Rhin et la défense de Strasbourg, (voir carte de la campagne d'Alsace de la BAL).

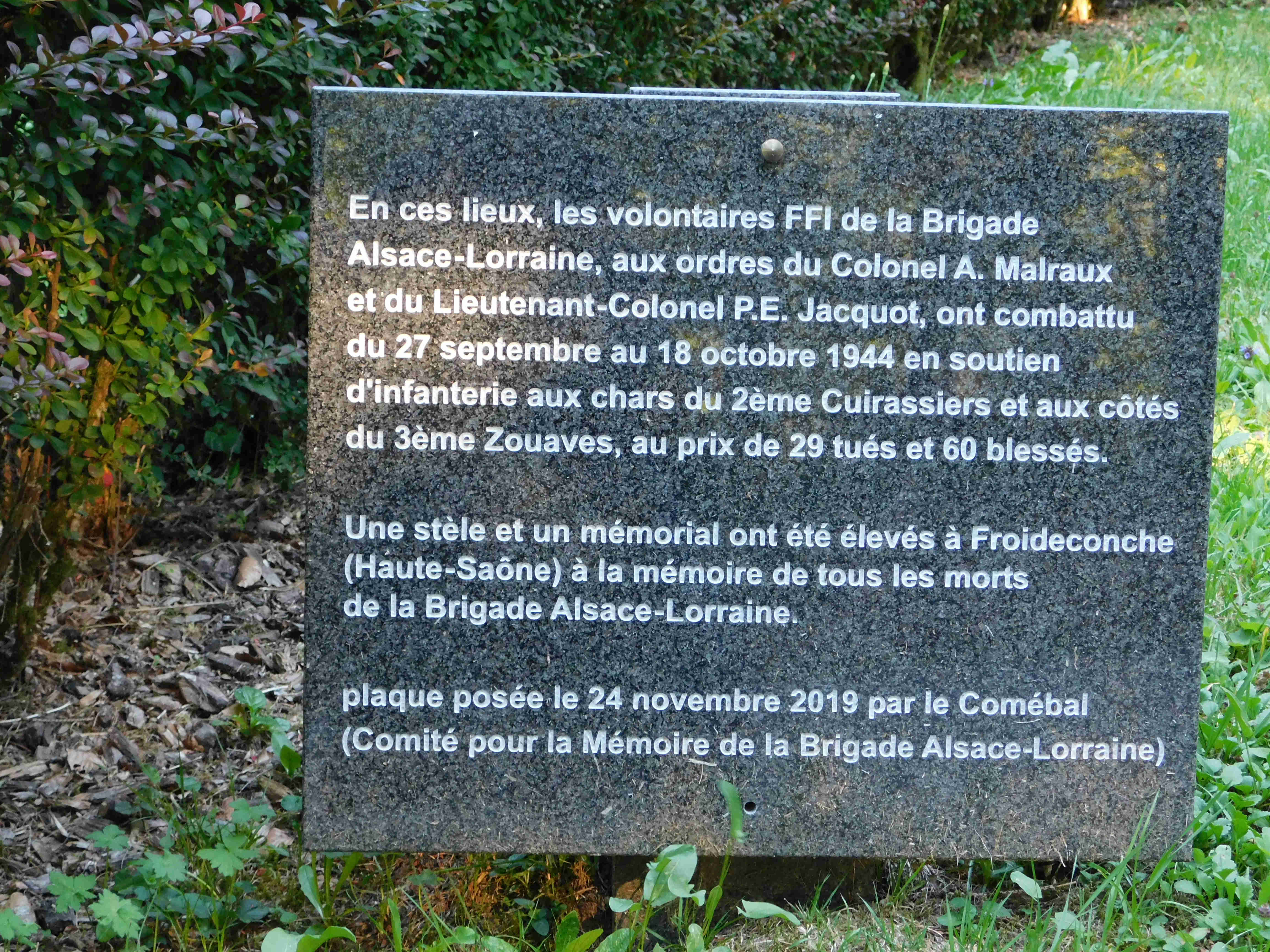
Plaque posée devant le monument du 2e Cuirassiers et 3e Zouaves au carrefour de Bois-le-Prince, dit carrefour du Poteau (Ramonchamp, Vosges).

Les combats du carrefour de Bois-le-Prince, 29 septembre - 17 octobre 1944. Le Général de Lattre veut libérer la vallée de la Moselle, dans le but d'atteindre Le Thillot et de franchir le col de Bussang en direction de Mulhouse. Les fantassins de la Brigade Alsace-Lorraine appuient les chars de la 1ère Division Blindée sur la route des crêtes de Haute-Saône, qui domine au sud la vallée de la Moselle.
Les combats de Bois le Prince et du Haut de la Parère, au-dessus de Ramonchamp (Vosges) sont meurtriers : 29 tués, une soixantaine de blessés – pratiquement la moitié du total des pertes de la Brigade durant l'ensemble de la campagne. L'institutrice de Froideconche, Mademoiselle Lamboley, plus tard devenue Madame Seiler après son mariage, donne un pré afin d'inhumer dignement les 32 tués ; l'Amicale des anciens de la BAL y érigera en 1986 une stèle à la mémoire des combattants tombés au Champ d'Honneur.
Les vallées de la Moselle et de la Moselotte sont libérées, mais les Vosges ne peuvent être franchies. La BAL est ensuite envoyée au repos aux environs de Remiremont, d'où les troupes américaines ont été retirées, puis en instruction en Haute-Saône.
La libération de la Haute Alsace 25 - 30 novembre 1944, Ballersdorf, Dannemarie. Rappelés le 23 novembre 1944, les fantassins de la BAL défendent ensuite la seule route d'entrée et de ravitaillement de la 1ère Armée en Alsace, à la charnière de Courtelevant ; la Cie Belfort est envoyée pour la libération de la ville de Belfort ; les autres atteignent Seppois et Altkirch.
La Brigade Alsace-Lorraine intervient les 26 et 27 novembre 1944 dans les combats pour défaire la défense ennemie de Ballersdorf et Dannemarie. En appui des chars de la 5ème Division Blindée, avec une unité de la Légion Etrangère, en deux jours, les engagés volontaires de la BAL font 700 prisonniers, et récupèrent du matériel en nombre. C'est la première victoire incontestée de la Brigade Alsace-Lorraine.
Pour les engagés volontaires de la BAL, c'est à leur entrée en Alsace des retrouvailles victorieuses avec leur « petite patrie » dont certains ont été expulsés, les autres ont refusé d'y revenir sous le joug nazi, d'autres encore s'en sont évadés pour fuir l'enrôlement de force par l'ennemi.

C'est aussi un combat qui a mobilisé toutes les unités de cette brigade alors qu'ensuite le Général de Lattre va souvent en disperser les compagnies, selon les nécessités du moment puisque « indépendante », la BAL n'est pas « endivisionnée » dans le dispositif allié. Tout cela explique la place particulière que la bataille pour la libération de Ballersdorf et de Dannemarie a tenue dans la mémoire des Anciens de la BAL « indépendante ». C'est au prix de très nombreux blessés et de 14 morts pour lesquels le 29 novembre 1944 à Altkirch des obsèques solennelles sont célébrées.

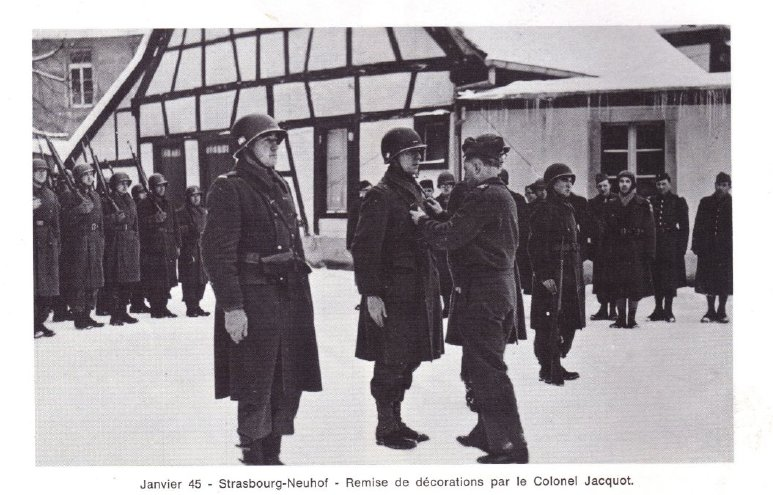
Strasbourg Neuhof, remise de décorations par le lieutenant-colonel Jacquot en janvier 1945.

La "Garde au Rhin" et la défense de Strasbourg 6 décembre 1944 - 15 mars 1945. Contournant les Vosges par l'ouest – la poche de Colmar empêche toujours de passer par l'Alsace - la Brigade Alsace-Lorraine arrive à Strasbourg  le 6 décembre 1944 ; elle est la première unité de la 1ère Armée française à rejoindre la ville, libérée le 23 novembre 1944 par la 2ème Division Blindée du Général Leclerc, où elle la relaie. Le PC est au centre de la ville, auprès du Commandant FFI François du Réseau Martial ; le bataillon Strasbourg y stationne, les bataillons Metz et Mulhouse ceinturent la ville, tous empêchent les éclaireurs de l'ennemi de franchir les défenses. 
Le Général de Lattre entend accompagner l'arrivée de la 1ère Armée Française en Alsace par une symbolique religieuse forte : il charge B. Metz d'aller chercher à Périgueux l'évêque de Strasbourg, Mgr Ruch, qui y était réfugié ; deux cérémonies religieuses hautement symboliques sont au plus vite organisées : la visite de Mgr Ruch au Mont Sainte-Odile le 14 décembre, et le 17 décembre 1945 la première messe dans la cathédrale de Strasbourg, enfin rouverte, où l'abbé Bockel prononce l'homélie,. A noter à ce sujet que le récit selon laquelle André Malraux aurait trouvé, en février 1945, le retable d'Issenheim caché par les nazis dans une cave du château du Haut Koenigsbourg est une légende sans aucun fondement.

Le 1er janvier 1945 l'ennemi déclenche l'offensive « Nordwind » en direction de Strasbourg, depuis la poche de Colmar, demeurée puissante. Le 3 janvier, la Brigade Alsace-Lorraine est déplacée vers la rive alsacienne du Rhin ; le PC principal est à Illkirch à la Villa Baumann, les PC opérationnels à Plobsheim. Ses fantassins défendent les forts le long du fleuve et appuient les chars de la 1ere DFL (Division Française Libre) jusqu'à Gerstheim où les Compagnies Valmy et Verdun doivent défendre la position.

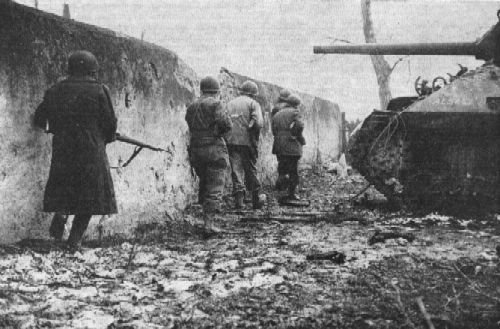
Combats à Ostheim pendant l’hiver 1944-1945.

Le 7 janvier 1945, 30 chars ennemis bombardent et attaquent Gerstheim et tentent de franchir le canal du Rhône au Rhin pour foncer sur Strasbourg. Ils sont arrêtés au pont de Krafft par une des unités de la 1ère DFL, une unité de génie fait sauter le pont, un officier de la BAL en mission de liaison vers le PC de Plobsheim est tué, un autre capturé ; mais à Gerstheim, après une exfiltration nocturne d'environ 100 soldats le 10 janvier, il reste 80 prisonniers dont 20 blessés graves et 3 tués. Pour sa participation à la défense de Strasbourg, le lieutenant-colonel Jacquot est cité à l'ordre de l’Armée. Les hommes de la BAL assurent ensuite jusqu'à la mi-mars la « garde au Rhin » : il s'agit d'empêcher les incursions de patrouille allemandes qui cherchent à traverser le fleuve.
Une fois presque acquise la libération de l’Alsace le 15 mars 1945, la Brigade Alsace-Lorraine est dissoute et les volontaires qui veulent poursuivre, et ceux qui n'avaient pas effectué leur service militaire, sont incorporés à la 3ème demi-brigade de Chasseurs à pied commandée par le Colonel Jacquot pour la fin de la campagne d’Allemagne.

## Encadrement
- Chef de Corps : Colonel André Malraux
- Chef de Corps adjoint : Lieutenant-colonel Pierre-Elie Jacquot
- Chef d’état-major : Commandant Brandstetter
- Deux aumôniers catholiques : Abbé Pierre Bockel, Abbé Jacques Bonnal
- Deux aumôniers protestants :  Pasteur Fernand Frantz, Pasteur Paul Weiss

Bataillon « Metz », originaire des maquis d’Aquitaine (Gers, Haute-Garonne, Hautes-Pyrénées, Landes, Lot, Pyrénées-Atlantiques, Tarn et Garonne) - Commandant Pleis
- Compagnie Iéna : Capitaine Argence
- Compagnie Kléber : Capitaine Linder
- Compagnie Ney : Capitaine Bijon
- Compagnie Rapp : Capitaine Edmond Fischer

Bataillon « Mulhouse », originaire des maquis de Savoie, de Haute-Savoie et du Haut-Jura - Commandant Dopff
- Compagnie Vieil-Armand : Capitaine François Lehn
- Compagnie Donon : Capitaine Schuhmacher
- Compagnie Belfort : Capitaine Dufay, puis Capitaine Dollfus

Bataillon « Strasbourg », originaire des maquis de Dordogne - Commandant : Antoine Diener-Ancel
- Compagnie Verdun : Capitaine Bennetz "Guéry", puis Capitaine Figuères
- Compagnie Valmy : Capitaine Gandouin
- Compagnie Bark : Capitaine Gossot (Centurie Bir-Hakeim et groupe Ruffel-Kinder)

Source : Léon Mercadet, La Brigade Alsace-Lorraine, Grasset, Paris, 1984.

## Campagnes

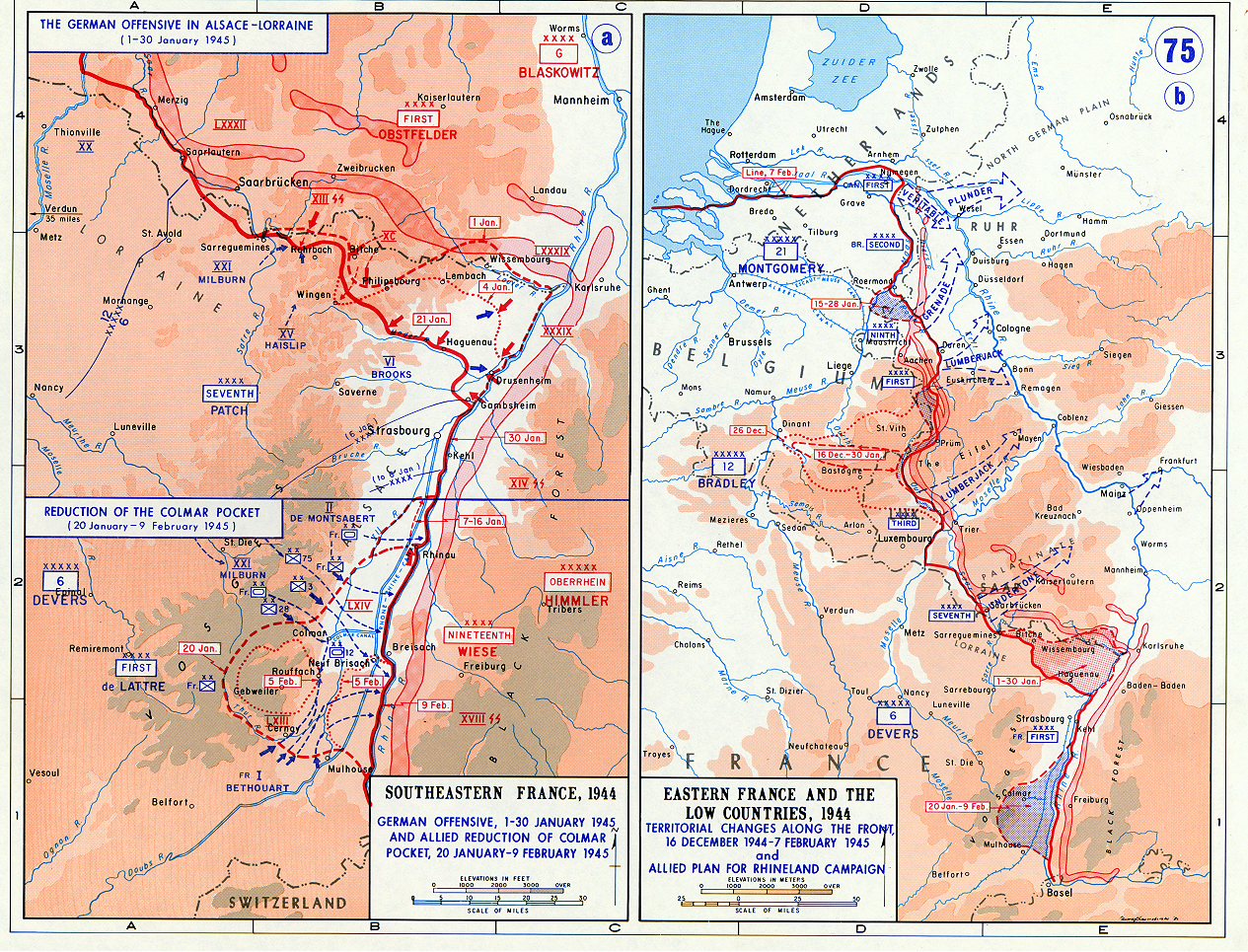
Cartes US des combats de la poche de Colmar, et de la contre-offensive allemande Nordwind, janvier 1945.

Voir la carte de la campagne d'Alsace de la BAL.
- Bois-le-Prince (Vosges), Ramonchamp (Vosges) du 28 septembre 1944 au 17 octobre 1944.
- Seppois-Dannemarie du 23 novembre 1944 au 28 novembre 1944.
- Prise de Ballersdorf et Dannemarie les 26 et 27 novembre 1944.
- "Garde au Rhin" et  défense de Strasbourg 6 décembre 1944 - 15 mars 1945
- Défense de Strasbourg , au pont de Krafft et à Gerstheim lors de l'offensive allemande Nordwind, 7 janvier 1944 - 10 janvier 1944

## Ils ont servi dans la Brigade Alsace-Lorraine

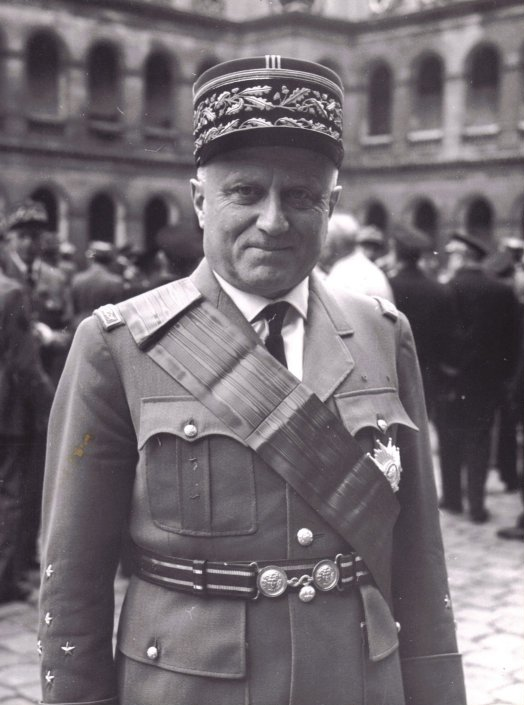
Le général d’armée Pierre-Élie Jacquot.
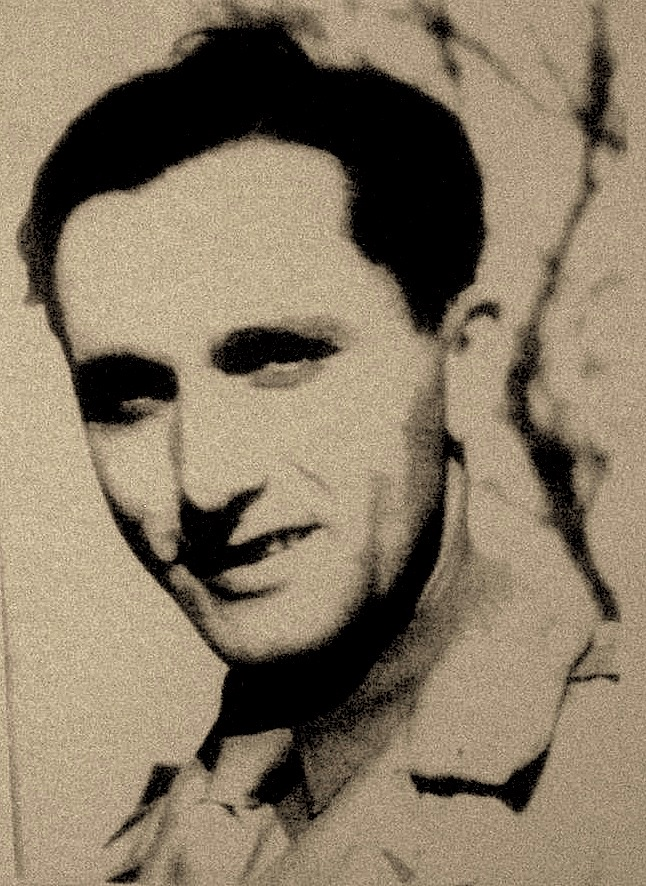
Abbé Pierre Bockel, en 1945

- Bernard Metz médecin, chercheur, organisateur déterminant des "centuries" du Réseau Martial, plus tard Président de l'Amicale des anciens de la BAL de 1954 à 1977, ensuite président d'honneur, autorité respectée et mémoire vivante de l'Amicale des Anciens de la BAL.
- Mgr Pierre Bockel, résistant, rédacteur du numéro des Cahiers du Témoignage Chrétien "Alsace, Moselle, terres françaises" archiprêtre de la Cathédrale Notre-Dame de Strasbourg, « Juste parmi les nations ».
- André Chamson, conservateur des Antiquités du Louvre, écrivain, membre de l’Académie française.
- Octave Landwerlin, résistant, bibliophile, antiquaire, mécène des Musées de Strasbourg. Une rue porte son nom à Ostwald.
- André Bord, résistant, ancien ministre.
- Serge Bromberger, journaliste, grand reporter au Figaro de 1945 à 1975, Prix Albert-Londres en 1949.
- Fernand Frantz, pasteur luthérien et aumônier militaire.
- Louis Haeringer, dit Dominique, professeur de lettres, écrivain, directeur régional de la jeunesse et des sport, Chevalier de la Légion d'honneur à titre militaire, FFI[31]
- Jean-Pierre Heisserer, dit Luck, Maquis du Haut jura, Médaille militaire, Croix de Guerre 39-45, Croix de guerre T.O.E

### Documents sur l'épopée de la Brigade Alsace-Lorraine
- Les Libérations de l’Alsace, 1944-1945, film de Monique Seemann et Bertrand Gautier, 52 min, Éd. Seppia, Strasbourg.
- La Liberté en retour : histoire de la brigade Alsace-Lorraine, film de Monique Seemann et Arnaud Gobin, 52 min, Carmin Films, Strasbourg, 2000.